# Jamshid Amouzegar
Jamshid Amouzegar (lyssna (fil)), född 25 juni 1923 i Teheran i Persien, död 27 september 2016 i Rockville i Maryland i USA, var en iransk ekonom och liberalkonservativ politiker som var premiärminister i Iran från 7 augusti 1977 till 27 augusti 1978 när han avgick. Dessförinnan tjänstgjorde han som inrikesminister och finansminister i Amir-Abbas Hoveydas kabinett. Han var först medlem av Iran Novin och blev under sin tid som premiärminister ledare för Rastakhiz.

## Karriär
Amouzegar har bakom sig hög utbildning i Iran och USA. Han tog en kandidatexamen i juridik vid Teherans universitet och doktorerade i ekonomi vid Cornell University. 
Amouzegar var jordbruksminister i Manouchehr Eghbals regering i slutet av 1950-talet. Han innehade posterna som arbetsmarknadsminister och socialminister i Hassan Ali Mansurs regering på 1960-talets första hälft. Han var finansminister och sedan inrikesminister i Amir-Abbas Hoveydas regeringar åren 1965-1977. 
Som inrikesinister var han i december 1975 en i gisslan då OPEC-mötet i Wien intogs av terrorister ledda av den venezuelanskfödde Ilich Ramírez Sánchez, känd under namnet Carlos. Terroristerna hade order att döda honom men han undkom oskadd och gisslandramat fick ett slut. 
Amouzegar tillhörde det framstegsinriktade partiet liberalkonservativa Iran Novin och från 1975 dess efterföljare Rastakhiz. Han var Irans premiärminister 1977-78; efterträdde Hoveyda, som blev minister vid hovet. Men han blev dock snabbt impopulär när han försökte bromsa den överhettade ekonomin med åtgärder som, även om de allmänt ansågs nödvändiga, utlöste en nedgång i sysselsättningen och den privata sektorns vinster som senare skulle förvärra regeringens problem. Han avgick och ersattes av Jafar Sharif-Emami den 27 augusti 1978.
Amouzegar gick i exil under den iranska revolutionen och levde vid tiden för sin död i exil i USA.
Han var bror till ekonomen och politikern Jahangir Amouzegar.